# Ivica Litric
Ivica Litric (* 1950 in Kukujevce) ist ein kroatischer Grafik-Designer und Zeichner aus München. Bekannt wurde der Zeichner durch die Jugendzeitschrift Yps.

## Leben
Mit 13 Jahren erstellte Ivica Litric seinen ersten Zeichentrickfilm und bekam dafür einen Amateur-Filmpreis verliehen. Mit dieser Auszeichnung wurde er mit 16 Jahren an der Trickfilmschule Zagreb-Film angenommen und begann dort eine Lehre. Zur gleichen Zeit erschienen auch seine ersten Veröffentlichungen in kroatischen Zeitschriften und im Fernsehen.
Nebenher machte Ivica Litric mit 19 Jahren Abitur und fing ein BWL-Studium an. Trickfilmaufträge holten den Zeichner dann nach München. Dort begann auch die Zusammenarbeit mit der YPS-Redaktion, wo Ivica Litric als Zeichner und Ideengeber fungierte. Über 1.000 YPS-Titelseiten wurden von ihm gezeichnet. Neben langjähriger Zusammenarbeit mit dem Verlag Gruner + Jahr entwickelten sich auch weitere Projekte mit verschiedenen Verlagen, Filmstudios, Werbeagenturen, PR-Agenturen und TV-Anstalten.